# Ligne de Hyvinkää à Karjaa
La ligne de de Hyvinkää à Karjaa (finnois : Hyvinkää–Karjaa-rata) est une ligne de chemin de fer du réseau de chemin de fer finlandais qui relie Hyvinkää à Karjaa.

## Infrastructure

### Gares

Des gares
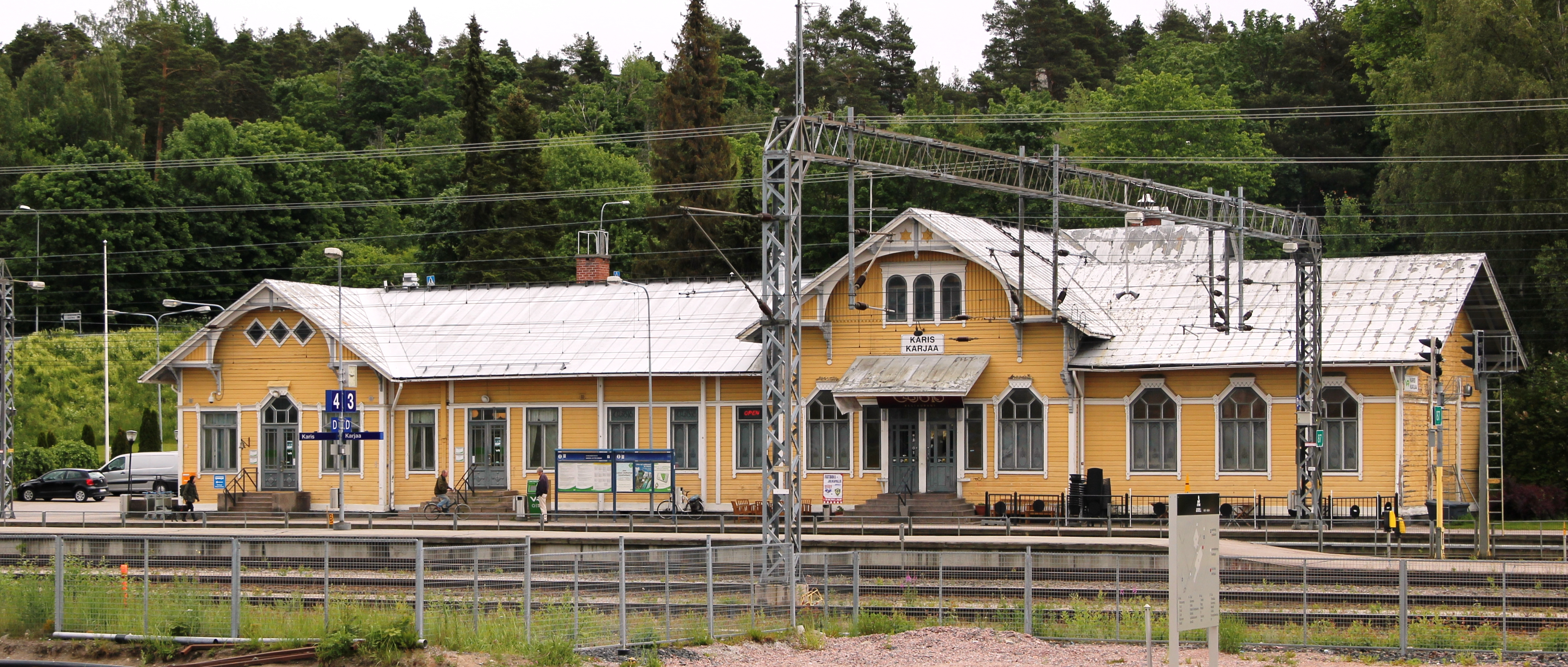
Gare de Karjaa.
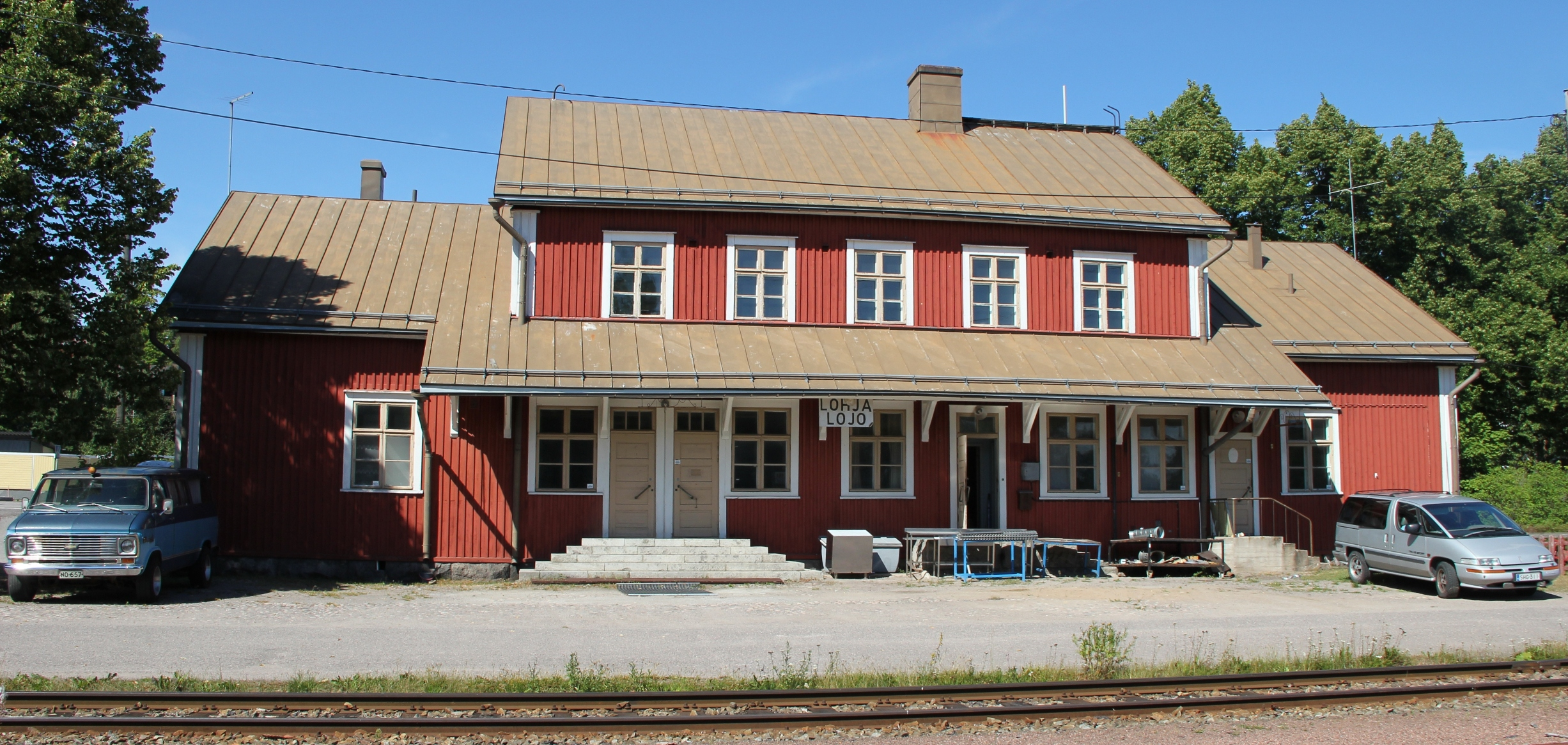
Gare de Lohja.
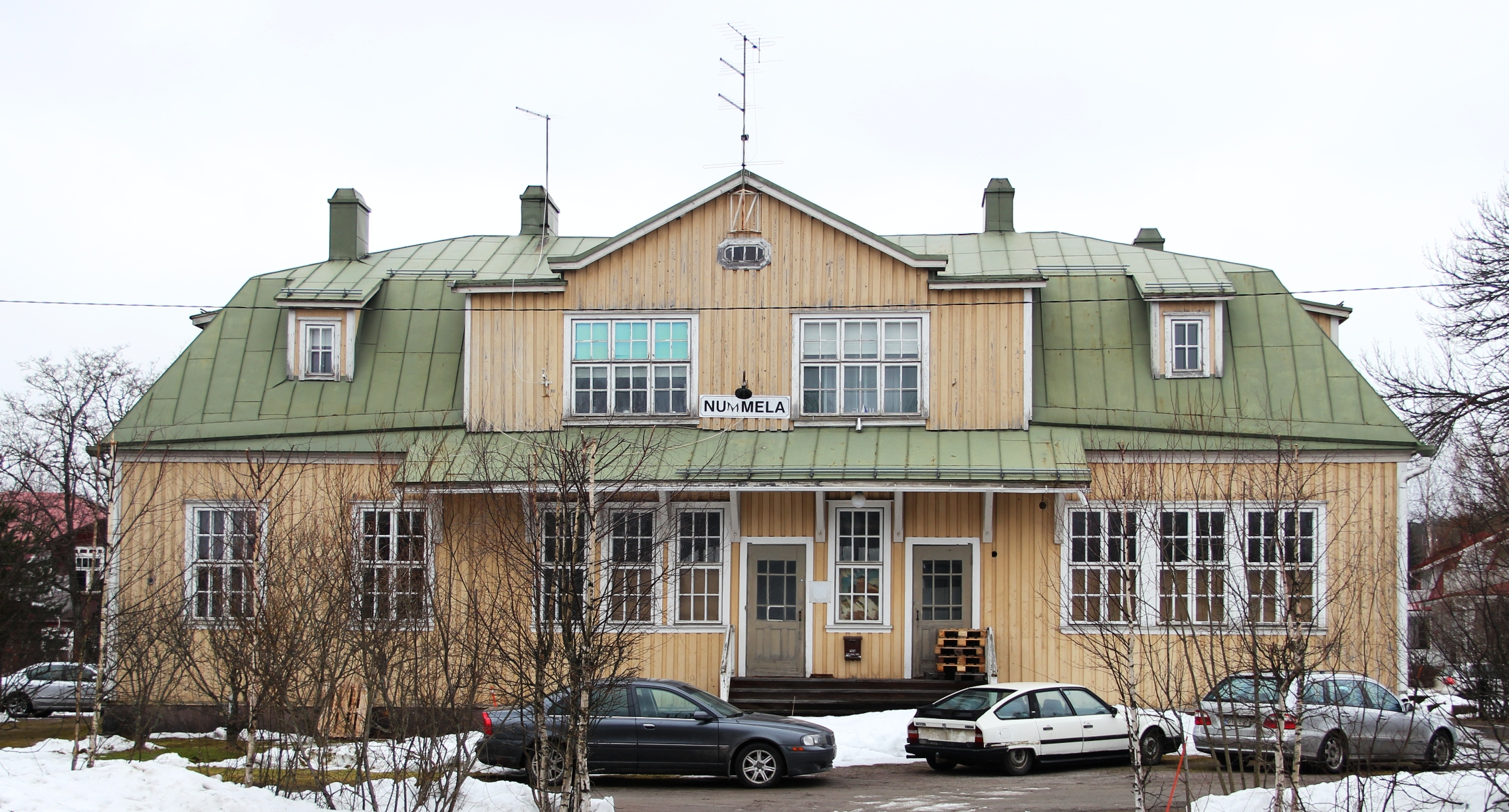
Gare de Nummela.

## Exploitation
Elle n'est ouverte qu'au service des marchandises.

## Projet
Des municipalités évoquent sa réouverture au service des voyageurs,.